# Уджа, Чиджинду
Чиджинду Уджа (англ. Chijindu Ujah; род. 5 марта 1994, Лондон) — британский легкоатлет, специализируется в беге на 100 метров.
На Играх Содружества среди юношей 2011 года выиграл серебряные медали в беге на 100 метров и в эстафете 4×100 метров. Выступал на чемпионате мира среди юношей 2011 года, где занял 8-е место. Чемпион Европы среди юниоров 2013 года.
8 июня 2014 года на мемориале Фанни Бланкерс-Кун занял 2-е место с результатом 9,96. Таким образом он стал 92-м человеком в истории, кому удалось преодолеть 10-секундный барьер.
18 февраля 2022 года лишён серебряной медали Олимпиады.￼

## Биография
Его родители имеют нигерийское происхождение. Тренируется в спортивной центре Ли Валли на север Лондона. Его тренером является Йонас Тавиа-Доду, который также тренирует Грега Разерфорда.